# コリーヌ・ベイリー・レイ

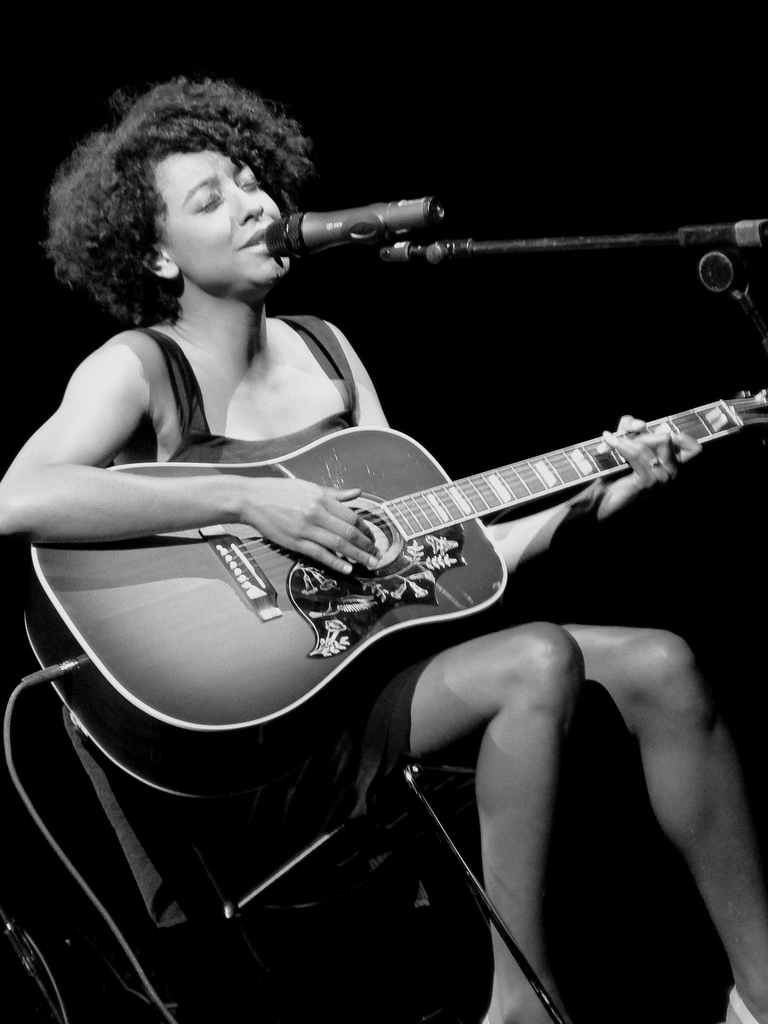
コリーヌ・ベイリー・レイ

コリーヌ・ベイリー・レイ（Corinne Bailey Rae、1979年2月26日 - ）は、イギリスのシンガーソングライター。本名はコリーヌ・ジャクリーン・ベイリー(Corinne Jacqueline Bailey)

## 来歴
1979年、カリブ海の小国セントクリストファー・ネイビス出身の父と、イギリス人の母との間に3姉妹の長女として、イギリスのリーズに生まれる。
クラシック・バイオリンを学び、教会でも歌うことを経験する。そしてシンガーになる夢をもち、10代の時にガールズバンド「Helen」のメンバーとして活動（米女性ロック・バンドのL7に影響を受ける）。メジャーデビューも決まっていたが、レコード会社との契約の際に、メンバーの妊娠が原因で解散した。
その他にも、リヴァイヴ(Revive)というロック・バンドも教会のメンバーと結成していた。それまでのロック志向から現在の音楽スタイルへと深く関係するのは、リーズ大学（英文学専攻）在学中にジャズ・クラブで歌ったことで始まる。
2001年（22歳）、自身が出演していたジャズ・クラブで、サックス奏者のジェイソン・レイ(Jason Rae)と出会い結婚。これを機にコリーヌ・ベイリー・レイと名乗るようになる。
地道にしていた2006年3月、晴れて英EMIからデビューした。
過去に、グラミー賞に3部門でノミネートされている。
レッド・ツェッペリンのファンで、ライブでは「貴方を愛しつづけて」をカバーしたほど。

## ディスコグラフィ

### シングル
- ライク・ア・スター - Like A Star
- プット・ユア・レコーズ・オン - Put Your Records On
- トラブル・スリーピング - Trouble Sleeping
- オール・アゲイン - I'd Do It All Again

### アルバム
- コリーヌ・ベイリー・レイ - Corinne Bailey Rae（2006年7月12日）
- コリーヌ・ベイリー・レイ リミテッド・エディション（2006年11月29日）
- ギフト・パック（2007年12月12日）
- あの日の海 - The Sea（2010年1月20日）
- あの日の海+カヴァー集 <CD2枚組>（2010年12月8日）
- ザ・ハート・スピークス・イン・ウィスパーズ - The Heart Speaks In Whispers（2016年5月13日）

### DVD
- ライヴ・イン・ロンドン （2007年2月14日）

## 日本公演
- 2007年
  - 2月1日 心斎橋クラブクアトロ
  - 2月4日 恵比寿ザ・ガーデンホール
- 2010年
  - 7月30日 FUJI ROCK FESTIVAL
- 2011年
  - 3月7日 大阪BIG CAT
  - 3月8日 渋谷AX

- 2017年
  - 4月10日　IMP ホール（大阪）
  - 4月11日　赤坂BLITZ[2]